# 運命のひと押し 〜ここで印鑑を押しますか?〜
『運命のひと押し ここで印鑑を押しますか?』（うんめいのひとおし ここでいんかんをおしますか?）は、2018年4月12日（11日深夜）から9月27日（26日深夜）までテレビ朝日で放送されていたバラエティ番組である。

## 概要
本番組は、人生の大切な形勢を迎えた悩みである「結婚」などを整理し、決断するまでの瞬間を見届けるといった内容である。
当番組の終了を以て、1998年10月6日の『ココリコ黄金伝説』から20年続いたテレビ朝日におけるココリコのレギュラー番組が一旦廃枠になり、半年後の2019年4月から『ヤバイかスゴイか カミヒトエ!』で再開されることになる。

## 出演者
- 遠藤章造・田中直樹（ココリコ）
- 夏菜

## スタッフ
- 構成：鈴木おさむ、なかじまはじめ、飯塚大悟、大平将貴、三浦智信、本崎正和、横張晋司
- TM：高田格
- 技術：廣瀬義幸
- カメラ：吉武佑祐
- 照明：岩永智宏
- 美術：小山晃弘
- デザイン：濱野恭平
- 美術進行：山本和記
- 大道具：副島信太郎
- 小道具：塚谷将郎
- 電飾：杉原由梨
- メイク：川口カツラ店
- 美術協力：テレビ朝日クリエイト
- 編集：下間俊樹
- MA：安河内隆文
- 音響効果：田尻夕
- TK：中里優子
- CG：森三平
- 編成：吉冨大輔
- 宣伝：西田沙希
- 協力：東京オフラインセンター
- 衣装協力：LE CIEL BLEU
- 制作協力：ディレクターズ東京
- 監修：西岡毅
- 制作スタッフ：坂入清美、山本司、阿部慶子、秋山真衣、山本浩平、嘉数香織
- アシスタントプロデューサー：百瀬和幸
- ディレクター：白井基教、岡田友之、百丸遼、岡田涼
- チーフディレクター：三枝健介
- プロデューサー：倉島章二、三井貴美也、岩本浩一
- ゼネラルプロデューサー：友寄隆英
- 制作著作：テレビ朝日